# Tiên hắc ám

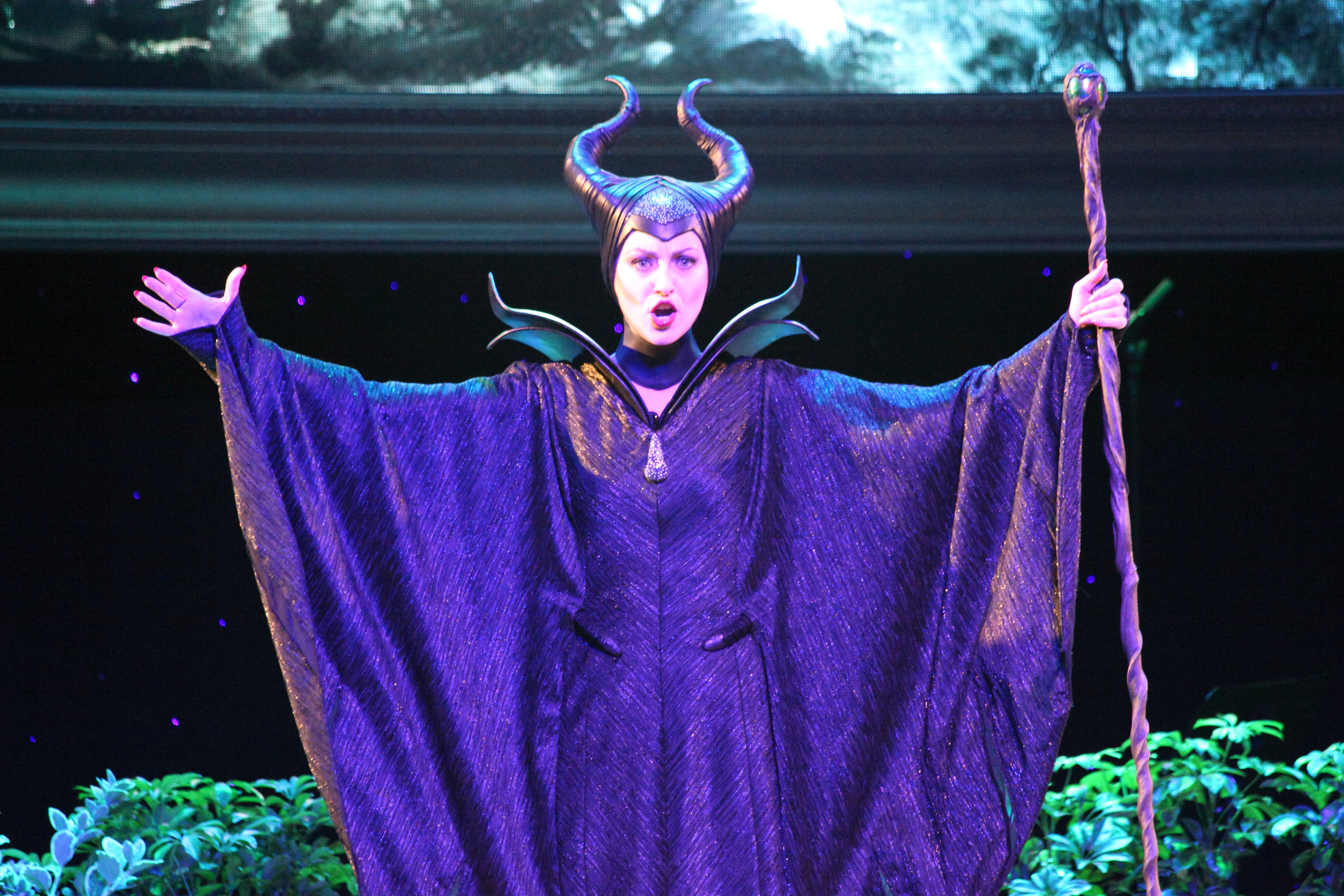
Maleficent

Tiên hắc ám hay Tiên nữ ác độc là nhân vật phản diện xuất hiện trong các câu chuyện cổ tích trong văn hóa dân gian Châu Âu. Theo như miêu tả thì Tiên hắc ám thường là những tiên nữ có phép thuật nhưng chuyên làm điều xấu xa hãm hại con người. Điển hình là hình tượng Maleficent trong câu chuyện nàng công chúa ngủ trong rừng.